# 외레순 통행료

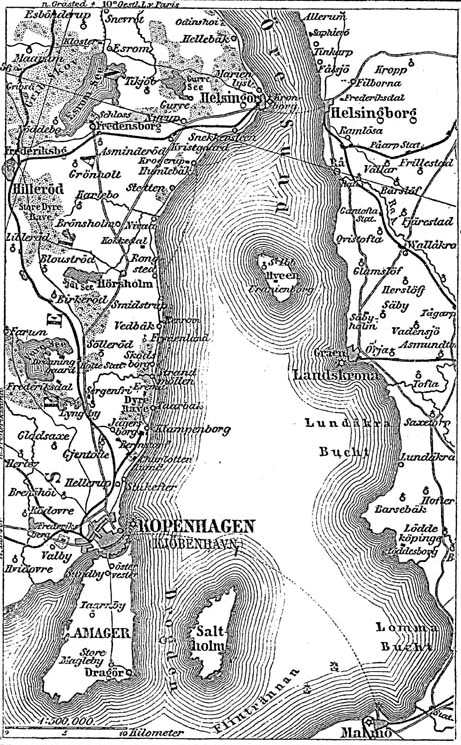
1888년 지도. 덴마크의 해안선은 서쪽, 스웨덴의 해안선은 동쪽이다.

외레순 통행료(덴마크어: Øresundstolden, 스웨덴어: Öresundstullen)는 덴마크의 외레순 해협을 통과하였던 선박에 부과하였던 통행료이다. 포메라니아의 에리크가 1429년 도입하였고, 1857년 코펜하겐 조약으로 폐지되었다. 16세기와 17세기 덴마크 국가 재정의 2/3를 차지하였다.
덴마크 경유 여부와 상관 없이, 해협을 지나는 모든 덴마크 이외 국가의 배는 헬싱외르를 경유하여 덴마크 왕가에 통행료를 지불해야 했다. 배가 멈추지 않으면 헬싱외르와 헬싱보리 양쪽에서 배를 침몰시켰다. 1567년 통행료는 배가 싣고 가던 화물 가치의 1~2% 정도로 조정되었고, 이로 인하여 과거의 3배를 더 걷었다.
배가 다른 경로로 가는 것을 방지하기 위하여 스토레벨트 해협과 릴레벨트 해협에서도 통행료를 걷었다. 덴마크 국적이 아닌 배들은 때때로 외레순 해협 이외 다른 곳을 통과하지 못한 적이 있었으며, 통행료를 내지 않은 배들은 압류당하거나 침몰당했다.
외레순 통행료는 덴마크 왕가의 중요한 수입이었으며, 덴마크 왕가는 재정을 왕실 의회에 의존하지 않아도 되었다. 하지만 스웨덴을 포함한 발트해 연안국의 무역에 걸림돌이 되었다. 통행료 제정 당시에는 덴마크와 함께 칼마르 연합에 속해 있어서 스웨덴은 면제되었다. 칼마르 전쟁과 1613년 크네레드 조약 이후 스웨덴의 발트 해 연안으로 가는 배 및 스웨덴의 화물을 싣는 모든 비 스웨덴 국적 배들에 통행료를 매겼다. 통행료 논란은 1643년 토르스텐손 전쟁의 원인이 되었다.
1658년과 1660년 제2차 북부 전쟁의 결과로 스코네, 할란드, 블레킹에, 보후스렌, 벤 섬이 스웨덴에 할양되었다. 외레순 해협의 반대쪽이 스웨덴으로 넘어가서 통행료를 이전만큼 강력하게 징수할 수는 없었으나, 통행료 징수 권한은 여전히 덴마크에 있었다. 코펜하겐 조약으로 인하여 스웨덴 국적 배들은 통행료가 면제되었다. 대 북방 전쟁에서 스웨덴이 패전하고, 1720년 프레데릭스보르 조약으로 인하여 통행료를 다시 걷기 시작했으나, 외레순 해협의 동쪽은 이미 스웨덴으로 넘어갔다.

## 코펜하겐 조약
1857년 3월 14일 발효된 코펜하겐 조약 은 모든 덴마크의 해협을 국제 수역으로 지정하여, 모든 군사 및 상업 선박이 지나갈 수 있도록 허용하였다. 코펜하겐 지역의 항구와 상인에게 부정적인 영향을 끼치는 것이 명백하였고, 당시 덴마크 왕가 수입의 1/8이 외레순 통행료에서 나왔다. 전 세계의 해양국들은 점점 통행료에 민감해졌다. 통행료 폐지를 보상하기 위하여, 덴마크에 1회성 보상비로 3350만 릭스달러 가 주어졌으며, 다른 유럽 해양 국가에서 돈을 걷었다. 전체 비용의 약 1/3을 영국에서, 또 다른 1/3은 러시아에서 지급하였다. 같은 해 덴마크는 워싱턴에서 미국과 비슷한 조약을 체결하였으며, 미국 국적 선박의 통행료를 폐지하는 대신 보상비로 39만 3천 달러를 받았다.